# Barbara Eysymontt
Barbara Eysymontt (ur. 13 stycznia 1930 r. w Lublinie, zm. 5 marca 1996 w Warszawie) – polska poetka, prozaik, autorka utworów dla dzieci i młodzieży.
Studiowała filologię polską na KUL. Debiutowała w 1950 r. na łamach prasy jako poetka. Była długoletnią redaktorką tygodnika "Za i przeciw" (Warszawa).

## Twórczość
- Posiew wiatru
- Noc pod zegarem
- Po drugiej stronie zegara (1966)
- Bractwo Zaginionej Biedronki (1973)
- Góra Ararat
- Awantura z wujkami (1975)
- Żywioł piąty (1977)
- Tajemnica skrzaciej doliny (1974)
- Opowieści z naszego podwórka (1990)
- Legenda o żonie św. Aleksego
- O Jacku, który chciał zostać królem (1972)
- Podróże z ptaszkiem (1970)
- Wielka przygoda w małym miasteczku (1976)
- Album z tajemnicami (1995)